# تونينو بالياردو
أنطوان «تونينو» بالياردو عازف جيتار فرنسي من أصل إسباني. وهو عازف قيثارة الرئيسي لـجيبسي كينغز، وهي مجموعة فلامينكو جديد من فرنسا، باعت أكثر من 18 مليون ألبوم حول العالم. ولد في مونبلييه. هو ابن عازف الجيتار مانيتاس دي بلاتا.
تحتوي معظم ألبومات جيبسي كينغز على ما بين ثلاثة إلى خمسة مقطوعات موسيقية؛ شارك أيضًا في كتابة أرقامهم الصوتية. وبعد أول ظهور منفرد له عام 2001، أصدر بالياردو ألبومًا موسيقيًا باسمه الخاص في عام 2003، من أصوله الخاصة.
قال جلول بوشيخي، العضو السابق الذي شارك في كتابة أغنيته الناجحة حتى الآن، «بامبوليو»: «تونينو هو الشخص الأكثر إبداعًا في الفرقة». «لديه الكثير من الأفكار وخيال عظيم. كان يذهب إلى المدرسة بجيتاره.» بالياردو، مثل زميله في الفرقة نيكولا رييس، لا يقرأ ولا يكتب النوتة الموسيقية.